# Hajdúböszörmény
Hajdúböszörmény (in tedesco Betschermen) è una città dell'Ungheria di 32228 abitanti (dati 2001). È situata nella contea di Hajdú-Bihar.